# Diócesis de Awgu
La diócesis de Awgu (en latín: Dioecesis Auguensis y en inglés: Roman Catholic Diocese of Awgu) es una circunscripción eclesiástica de la Iglesia católica en Nigeria. Se trata de una diócesis latina, sufragánea de la arquidiócesis de Onitsha. Desde el 8 de julio de 2005 su obispo es John Ifeanyichukwu Okoye.

## Territorio y organización
La diócesis tiene 1310 km² y extiende su jurisdicción sobre los fieles católicos de rito latino residentes en el estado de Enugu en las áreas de gobierno local de: Awgu, Agbogugu, Inyi, Ndeabor, Nnenwe, Oji-River (excepto la parroquia de Ukwuoba) y Owelli.
La sede de la diócesis se encuentra en la ciudad de Awgu, en donde se halla la Catedral de San Miguel Arcángel.
En 2022 en la diócesis existían 174 parroquias.

## Historia
La diócesis fue erigida el 8 de julio de 2005 con la bula Evangelica sollertia del papa Benedicto XVI, obteniendo el territorio de la diócesis de Enugu.

## Estadísticas
Según el Anuario Pontificio 2023 la diócesis tenía a fines de 2022 un total de 402 891 fieles bautizados.
| Año                                                                             | Población            | Población | Población      | Sacerdotes | Sacerdotes    | Sacerdotes    | Bautizados por sacerdote | Diáconos permanentes | Religiosos | Religiosos | Parroquias |
| Año                                                                             | Bautizados católicos | Total     | % de católicos | Total      | Clero secular | Clero regular | Bautizados por sacerdote | Diáconos permanentes | Varones    | Mujeres    | Parroquias |
| ------------------------------------------------------------------------------- | -------------------- | --------- | -------------- | ---------- | ------------- | ------------- | ------------------------ | -------------------- | ---------- | ---------- | ---------- |
| 2005                                                                            | 360 000              | 600 000   | 60.0           | 42         | 40            | 2             | 8571                     |                      | 6          | 28         | 22         |
| 2012                                                                            | 375 721              | 706 000   | 53.2           | 52         | 49            | 3             | 7225                     |                      | 3          | 23         | 42         |
| 2015                                                                            | 380 377              | 658 726   | 57.7           | 57         | 55            | 2             | 6673                     |                      | 2          | 19         | 46         |
| 2018                                                                            | 400 000              | 700 000   | 57.1           | 66         | 61            | 5             | 6060                     |                      | 5          | 19         | 48         |
| 2020                                                                            | 423 740              | 741 550   | 57.1           | 70         | 63            | 7             | 6053                     |                      | 7          | 24         | 48         |
| 2022                                                                            | 402 891              | 702 891   | 57.3           | 79         | 74            | 5             | 5099                     |                      | 5          | 17         | 51         |
| Fuente: Catholic-Hierarchy, que a su vez toma los datos del Anuario Pontificio. |                      |           |                |            |               |               |                          |                      |            |            |            |

## Episcopologio

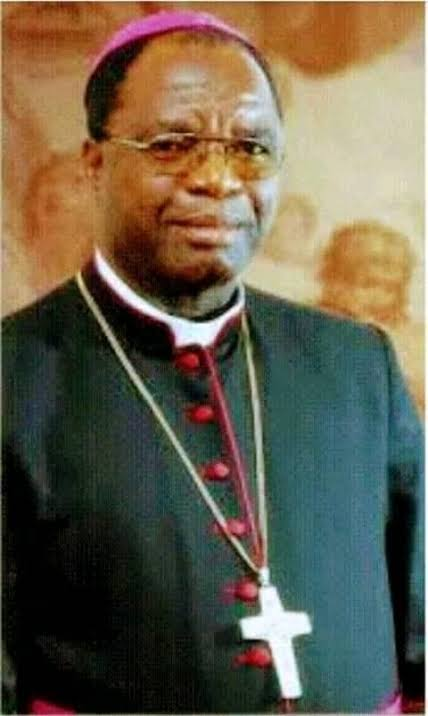
Obispo John Ifeanyichukwu Okoye

- John Ifeanyichukwu Okoye, desde el 8 de julio de 2005